# Miżhirja
Miżhirja (do 1953 Wołowe (Pole); ukr. Міжгір'я, ros. Межгорье, Mieżgorje, rus. Межгорьє, Воловоє (Поле), Воловвый, Волове, węg. Ökörmező, słow. i cz. Volové, Mežhorje) – osiedle typu miejskiego w obwodzie zakarpackim w zachodniej Ukrainie (na Zakarpaciu).
Miasteczko leży w górach, w dolinie Riki, dzielącej pasma Połoniny Borżawy i Połoniny Czerwonej. Przebiega przez nie droga regionalna R38 z Chustu do Dołyny przez Przełęcz Wyszkowską. Zakłady przemysłu drzewnego. Cerkiew greckokatolicka z XIX wieku.

## Historia
Założone w 1415.
W 1910 liczyło 3,6 tys. mieszkańców, z czego 2,7 tys. Rusinów, 0,7 tys. Niemców i 0,2 tys. Węgrów.
Na przełomie 1914 i 1915 przez Wołowe przebiegała linia frontu I wojny światowej. Walczyły tu m.in. oddziały Legionów Polskich pod dowództwem gen. Trzaski-Durskiego.
W 1946 roku zaczęto wydawać gazetę. Osiedle typu miejskiego od 1947.
W 1989 liczyło 10 105 mieszkańców.
W 2013 liczyło 9616 mieszkańców.

## Źródła
- Tadeusz M. Trajdos Materiały do krajoznawstwa Marmaroszu w granicach Ukrainy, w: Płaj. Almanach Karpacki, nr 22 (wiosna 2001), ISBN 83-85258-25-6, ISSN 1230-5898

## Galeria

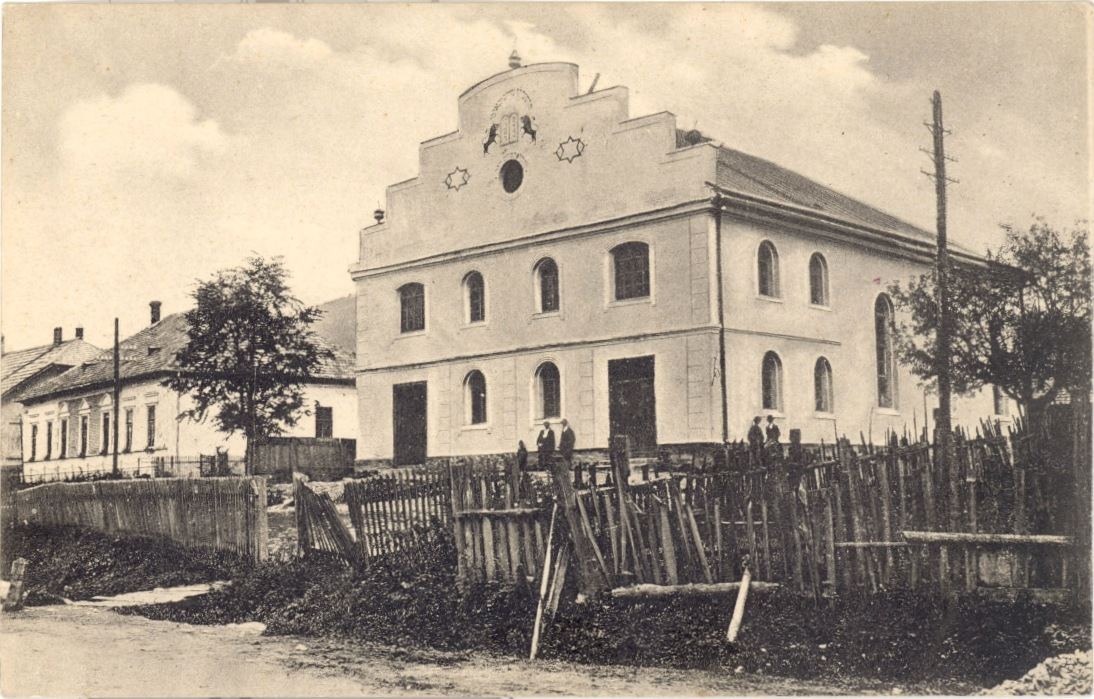
Synagoga